# Верхняя Силезия (провинция)
Ве́рхняя Силе́зия (нем. Oberschlesien, пол. Górny Śląsk) — провинция Пруссии в составе Германии. Существовала в 1919—1938 годы и затем снова в 1941—1945 годы. Была образована путём разделения прусской провинции Силезия на две новые — Нижнюю и Верхнюю Силезию, и включала в себя её восточную часть. Сегодня территория Верхней Силезии почти целиком входит в состав Польши, небольшая часть также принадлежит Чехии.

## История

### Веймарская республика
В ноябре 1919 года из территории провинции Силезия был выведен округ Оппельн, который образовал новую самостоятельную провинцию Верхняя Силезия. Оставшаяся часть провинции Силезия была переименована в Нижнюю Силезию. Этим шагом была предпринята попытка дать верхнесилезским славянским народам больше автономии в составе Пруссии. Однако это не помогло, и по условиям Версальского договора Германия была вынуждена уступить так называемый Глучинский регион Чехословакии. После предписанного Версальским договором верхнесилезского референдума (март 1921) Германия также лишилась восточной части округа, которая была передана Польше и образовала там Автономное Силезское воеводство. В результате этого Германия лишилась основной части Верхне-Силезского каменноугольного и металлургического районов.
В 1922 году на оставшейся в составе Пруссии территории Верхней Силезии был проведён референдум об отделении от Пруссии и создании самостоятельной земли Верхняя Силезия в составе Германии. Однако большинство населения высказалось за сохранение существующего статуса-кво. Однако после польских восстаний и верхнесилезского референдума в начале 1930-х годов Германии всё же пришлось передать Польше восточную часть провинции Верхняя Силезия.

### Нацистская Германия
После прихода к власти национал-социалистов в 1933 году и началом политики гляйхшальтунга провинции фактически утратили своё значение, а власть обер-президента всё больше входила в конфликт с властью гауляйтеров партийных гау. Де-факто уже с 1933 года обе провинции Нижняя и Верхняя Силезия управлялись в одном лице — гауляйтера гау Силезия. В 1938 году обе провинции были объединены уже официально в единую провинцию Силезия.
В начале 1939 года после оккупации Чешской Силезии и польской кампании вермахта территория прусской Силезии была значительно расширена. В октябре 1939 года в составе провинции Силезия был создан новый округ Каттовиц с центром в Каттовице. В ноябре 1939 года территории округов Оппельн и Каттовиц были ещё несколько расширены за счёт аннексированных районов Польши (Бендзинский, Олькушский повяты Келецкого воеводства, Хшанувский, Бяльский и Живецкий повяты Краковского воеводства — Каттовицкому округу, Заверценский и Ченстоховский повяты Келецкого воеводства — Оппельнскому округу).
В связи с таким значительным расширением общей площади провинции Силезия в январе 1941 года она снова была разделена на две: Нижнюю Силезию — с округами Лигниц и Бреслау и Верхнюю — с округами Оппельн и Каттовиц. Столицей провинции Верхняя Силезия на этот раз был выбран город Каттовиц.
Таким образом, территория провинции Верхняя Силезия в 1939—1945 состояла из двух округов:
1. Административный округ Оппельн, центр — Оппельн.
2. Административный округ Каттовиц, центр — Каттовиц.

В 1941 году также были созданы гау Нижняя Силезия и гау Верхняя Силезия, гауляйтеры которых также переняли функции обер-президентов соответствующих провинций.

### Послевоенное развитие
После 1945 года территория бывшей прусской Верхней Силезии почти целиком оказалась под польским управлением и входит сегодня по большей части в Опольское воеводство. Глучинская область (регион Хулчин) сегодня снова принадлежит Чехии.

## Население

### Статистические данные
Территория и население провинции Верхняя Силезия в 1925 году:
| Административный округ | Площадь, км² | Население, чел. | Количество районов | Количество районов |
| Административный округ | Площадь, км² | Население, чел. | сельских           | городских          |
| ---------------------- | ------------ | --------------- | ------------------ | ------------------ |
| Округ Оппельн          | 9.702        | 1.379.278       | 14                 | 6                  |

По переписи 1925 года 62 % населения провинции имели только немецкий язык в качестве родного, 27 % — немецкий и польский языки в равной степени, 11 % — только польский язык. Религиозный состав населения в 1925 году: 88,5 % — католики; 10,5 % — протестанты; 0,1 % — другие христианские конфессии; 0,7 % — евреи; 0,2 % — прочие конфессии.
Площадь и численность населения округов Оппельн и Каттовиц по состоянию на 17 мая 1939 года в границах на 1 января 1941 года и количество районов на 1 января 1941 года (на указанный момент обе провинции Верхняя и Нижняя Силезия на короткое время снова были объединены в единую провинцию Силезия):
| Административный округ         | Площадь, км² | Население, чел. | Количество районов | Количество районов |
| Административный округ         | Площадь, км² | Население, чел. | сельских           | городских          |
| ------------------------------ | ------------ | --------------- | ------------------ | ------------------ |
| Округ Оппельн                  | 11.694,61    | 1.374.232       | 15                 | 3                  |
| без бывших польских территорий | 8.943,97     | 1.047.808       |                    |                    |
| бывшие польские территории     | 2.750,64     | 326.424         |                    |                    |
| Округ Каттовиц                 | 8.923,64     | 2.966.852       | 12                 | 6                  |
| без бывших польских территорий | 1.088,12     | 534.417         |                    |                    |
| бывшие польские территории     | 7.835,52     | 2.432.435       |                    |                    |
| Всего по округам               | 20.618,25    | 4.281.084       | 27                 | 9                  |

### Городское и сельское население
По состоянию на 1925 год на территории провинции не было ни одного города с населением более 100 тысяч жителей. Около 27,9 % населения провинции проживало в городах с населением более 20 тысяч человек. Около 48,3 % населения проживало в населённых пунктах с менее чем 2 тысячами жителей. Крупнейшими городами провинции являлись (численность населения также указана на 1925 год):
- Гляйвиц — 81.888 чел.
- Хинденбург — 73.163 чел.
- Бойтен — 62.543 чел.
- Оппельн — 41.507 чел.
- Ратибор — 40.959 чел.
- Найссе — 32.604 чел.

## Обер-президенты провинции
Пост обер-президента введён в Пруссии согласно указу от 30 апреля 1815 года об улучшении провинциального управления (нем. Verordnung wegen verbesserter Einrichtung der Provinzial-Behörden).
| Годы      | Обер-президент              | Партия                      |
| --------- | --------------------------- | --------------------------- |
| 1919—1922 | Йозеф Битта                 | Центрум                     |
| 1923—1929 | Альфонс Проске              | Центрум                     |
| 1929—1933 | Ганс Лукашек                | Центрум                     |
| 1933—1934 | Гельмут Брюкнер             | НСДАП                       |
| 1935—1938 | Йозеф Вагнер                | НСДАП                       |
| 1938—1941 | (провинция не существовала) | (провинция не существовала) |
| 1941—1945 | Фриц Брахт                  | НСДАП                       |

Гельмут Брюккнер в 1933—1935 годы и Йозеф Вагнер в 1935—1938 годы одновременно были и обер-президентами провинции Нижняя Силезия и гауляйтерами партийного гау Силезия. Вагнер также возглавил и объединённую провинцию Силезия в 1938—1941 годах.